# Diocesi di Simidicca
La diocesi di Simidicca (in latino Dioecesis Simidiccensis) è una sede soppressa e sede titolare della Chiesa cattolica.

## Storia
Simidicca, forse identificabile con Henchir-Simidia nell'odierna Tunisia, è un'antica sede episcopale della provincia romana dell'Africa Proconsolare, suffraganea dell'arcidiocesi di Cartagine.
Unico vescovo conosciuto di questa diocesi africana è il cattolico Adeodato, che partecipò alla conferenza di Cartagine del 411, che vide riuniti assieme i vescovi cattolici e donatisti dell'Africa romana; la sede in quell'occasione non aveva vescovi donatisti. Lo stesso Adeodato fu presente al concilio indetto a Cartagine nel 419 da sant'Aurelio.
Dal 1933 Simidicca è annoverata tra le sedi vescovili titolari della Chiesa cattolica; dal 5 settembre 2020 il vescovo titolare è Rumen Ivanov Stanev, vescovo ausiliare di Sofia e Filippopoli.

## Cronotassi

### Vescovi
- Adeodato † (prima del 411 - dopo il 419)

### Vescovi titolari
- John Charles Reiss † (21 ottobre 1967 - 11 marzo 1980 nominato vescovo di Trenton)
- Joseph Kumuondala Mbimba † (29 novembre 1980 - 18 marzo 1982 nominato vescovo di Bokungu-Ikela)
- Edward Urban Kmiec † (26 agosto 1982 - 13 ottobre 1992 nominato vescovo di Nashville)
- Cyprien Mbuka, C.I.C.M. (21 aprile 1997 - 13 marzo 2001 nominato vescovo di Boma)
- Ludwig Schwarz, S.D.B. (15 ottobre 2001 - 6 luglio 2005 nominato vescovo di Linz)
- Jean-Marie Charles André Le Vert (21 novembre 2005 - 7 dicembre 2007 nominato vescovo di Quimper)
- Nicolas Jean René Brouwet (11 aprile 2008 - 11 febbraio 2012 nominato vescovo di Tarbes e Lourdes)
- Jean-Marc Aveline (19 dicembre 2013 - 8 agosto 2019 nominato arcivescovo di Marsiglia)
- Rumen Ivanov Stanev, dal 5 settembre 2020